# Elmarie Wendel
Elmarie Wendel (Cresco, Howard megye, Iowa, 1928. november 23. – 2018. július 21.) amerikai színésznő.

## Filmjei
- A Bowl of Cherries (1961, rövidfilm)
- Crisis Counselor (1982, tv-sorozat, egy epizódban)
- Knight Rider (1982, tv-sorozat, egy epizódban)
- The Jeffersons (1985, tv-sorozat, egy epizódban)
- The Facts of Life (1987, tv-sorozat, egy epizódban)
- Sugar and Spice (1990, tv-sorozat, egy epizódban)
- Halhatatlan (The Immortalizer) (1990, videó)
- She Said No (1990, tv-film)
- Babes (1991, tv-sorozat, egy epizódban)
- Murphy Brown (1991, tv-sorozat, egy epizódban)
- Tengeralattjáró akadémia (Going Under) (1991)
- Major Dad (1991, tv-sorozat, egy epizódban)
- Seinfeld (1992, tv-sorozat, két epizódban)
- Santa Barbara (1992, tv-sorozat, egy epizódban)
- Empty Nest (1992, 1994, tv-sorozat, két epizódban)
- Gyilkos sorok (Murder, She Wrote) (1993, tv-sorozat, egy epizódban)
- Love & War (1993, tv-sorozat, egy epizódban)
- Rózsaszín párduc (The Pink Panther) (1993, tv-sorozat, hang, egy epizódban)
- Weird Science (1994, tv-sorozat, egy epizódban)
- Démonpofa (Rumpelstiltskin) (1995)
- Űrbalekok (3rd Rock from the Sun) (1996–2001, tv-sorozat, 120 epizódban)
- Jenny (1998, tv-sorozat, egy epizódban)
- Attraction (2000)
- Hódító hódok (The Angry Beavers) (2000, tv-sorozat, hang, egy epizódban)
- New York rendőrei (NYPD Blue) (2001–2002, tv-sorozat, négy epizódban)
- George Lopez (2003–2007, tv-sorozat, 11 epizódban)
- General Hospital (2008, tv-sorozat, öt epizódban)
- Amerikai fater (American Dad!) (2011, tv-sorozat, hang, egy epizódban)
- A Bag of Hammers (2011)
- Gyilkos elmék – Alapos gyanú (Criminal Minds: Suspect Behavior) (2011, tv-sorozat, egy epizódban)
- Lorax (2012, hang)
- The Exes (2014, tv-sorozat, egy epizódban)